# Спортивна гімнастика на літніх Олімпійських іграх 2020 — вільні вправи (жінки)
Змагання зі спортивної гімнастики у вільних вправах серед жінок на літніх Олімпійських іграх 2020 відбулися 2 серпня 2021 року в Гімнастичному центрі Аріаке. 

## Формат змагань
Гімнастки, що посіли перші 8 місць у цій вправі у кваліфікаційному раунді (але щонайбільше 2 від НОК) виходять до фіналу. У фіналі вони знову мають виконати цю вправу, а оцінки кваліфікаційного раунду не враховуються.

## Розклад
Змагання відбуваються впродовж двох окремих днів.
Вказано Японський стандартний час (UTC+9)
| Дата                     | Час                           | Раунд                 |
| ------------------------ | ----------------------------- | --------------------- |
| Неділя, 25 липня 2021    | 10:00 11:50 15:10 17:05 20:20 | Кваліфікаційний раунд |
| Понеділок, 2 серпня 2021 | 17:57                         | Фінал                 |

## Результати

### Кваліфікація
| Місце | Гімнастка                           | Оц. скл. | Оц. вик. | Штр.  | Загалом | Результати |
| ----- | ----------------------------------- | -------- | -------- | ----- | ------- | ---------- |
| 1     | Ванесса Феррарі (ITA)               | 5.9      | 8.266    |       | 14.166  | Q          |
| 2     | Сімона Байлс (USA)                  | 6.7      | 7.733    | 0.300 | 14.133  | Q W        |
| 3     | Джейд Кері (USA)                    | 6.2      | 7.900    |       | 14.100  | Q          |
| 4     | Ребека Андраде (BRA)                | 5.7      | 8.366    |       | 14.066  | Q          |
| 5     | Джесіка Гадірова (GBR)              | 5.5      | 8.533    |       | 14.033  | Q          |
| 6     | Лістунова Вікторія Вікторівна (ROC) | 5.6      | 8.400    |       | 14.000  | Q          |
| 7     | Мельникова Ангеліна Романівна (ROC) | 5.8      | 8.200    |       | 14.000  | Q          |
| 8     | Маї Муракамі (JPN)                  | 5.8      | 8.133    |       | 13.933  | Q          |
| 9     | Дженіфер Гадірова (GBR)             | 5.4      | 8.400    |       | 13.800  | R1 S       |
| 10    | Уразова Владислава Сергіївна (ROC)  | 5.3      | 8.333    |       | 13.633  | –          |
| 11    | Лілія Ахаїмова (ROC)                | 5.8      | 7.833    |       | 13.633  | –          |
| 12    | Ніна Дервал (BEL)                   | 5.0      | 8.566    |       | 13.566  | R2         |
| 13    | Джордан Чайлз (USA)                 | 5.9      | 7.666    |       | 13.566  | –          |
| 14    | Мікейла Скіннер (USA)               | 6.0      | 7.566    |       | 13.566  | –          |
| 15    | Бруклін Мурс (CAN)                  | 5.1      | 8.433    |       | 13.533  | R3         |

Резервістки
Резервістки на фінал у вільних вправах серед жінок:
1. Дженіфер Гадірова (GBR) – Виступатиме замість Сімона Байлс, бо та знялась [2]
2. Ніна Дервал (BEL)
3. Бруклін Мурс (CAN)

Тільки двоє гімнасток від однієї країни можуть вийти до фіналу. За цим правилом нікого не викреслили з самого фіналу, але представниць ОКР Владиславу Упразову і Лілію Ахаїмову та США Джордан Чайлз і Мікейла Скіннер викреслили зі списку резервісток.

### Фінал
| Місце | Гімнастка                           | Оц. скл. | Оц. вик. | Штр.  | Загалом |
| ----- | ----------------------------------- | -------- | -------- | ----- | ------- |
| 1     | Джейд Кері (USA)                    | 6.3      | 8.066    |       | 14.366  |
| 2     | Ванесса Феррарі (ITA)               | 5.9      | 8.300    |       | 14.200  |
| 3     | Маї Муракамі (JPN)                  | 5.9      | 8.266    |       | 14.166  |
| 3     | Мельникова Ангеліна Романівна (ROC) | 5.9      | 8.266    |       | 14.166  |
| 5     | Ребека Андраде (BRA)                | 5.9      | 8.233    | 0.100 | 14.033  |
| 6     | Джесіка Гадірова (GBR)              | 5.6      | 8.400    |       | 14.000  |
| 7     | Дженіфер Гадірова (GBR)             | 5.1      | 8.133    |       | 13.233  |
| 8     | Лістунова Вікторія Вікторівна (ROC) | 5.2      | 7.300    | 0.100 | 12.400  |